# 澤原將人
澤原 將人（さわはら まさと、1974年 - ）は、日本の会員制ふぐ料理店の経営者。「親しい人に本当に美味しいふぐを食べてもらいたい」と自宅の居間に友人たちを招いてふぐ料理を振舞っていたことをきっかけに店舗展開していく。
本店、PREMIUM、Kimiyo New York、佐一郎屋敷、Kimiyo Tokyo 赤坂、Kimiyo Tokyo 恵比寿の7店舗を経営。

## 直近の活動
2019年11月10日に、大阪とらふぐの会本店で「ふぐ感謝祭in本店」を開催した。
これは、一店舗あたり年に一回の行事で、
素晴らしいふぐの文化が私達の前にある幸せに感謝し神産巣日神達に澤原自ら祝詞を読み上げ、従業員・ファミリーの更なる繁栄を祈るという祭事である。

## 経歴
奈良県にて生まれる。高校時代はラグビー部に所属。高校卒業後に辻理専門学校に入学。在学中のふぐ料理店アルバイトをきっかけに、卒業後に夢鉄砲に入社。
21歳にして自ら店長を申し出て上本町店の店長へ就任。28歳の時に退職。
その後独立を見据えてしゃぶしゃぶ日本料理木曽路に入社。ノウハウを勉強する代わりに売上を伸ばすことを本社へ宣言し、9ヶ月後に全国トップの売り上げを達成。
独立を考え始めた時に共同経営の話しを持ち掛けられふぐ料理店をオープンする。人気店となったが共同経営者から経営権を奪われ失職。
人間不信に陥り自宅にこもるようになった時期に親しい友人だけを招いて自宅でふぐ料理を振舞っていた。招待された友人から「他の友人にも食べさせてあげたいから店舗を構えて」と言われたことをきっかけに大阪市天王寺区寺田町に第一号店をオープンさせる。

## 経営店舗
- 2009年5月　本店
- 2010年5月　プレミアム店　大阪市北区同心1-7-2 11F
- 2013年ニューヨーク店
- 2014年　佐一郎屋敷　八尾市相生町1-11-17
- 2014年10月　本店移転 大阪市天王寺区寺田町2-1-22 ロッキービル6F
- 2016年11月　赤坂店　東京都港区赤坂4-5-21 バルミー赤坂1F
- 2018年11月　恵比寿店　東京都渋谷区恵比寿3-28-12 ATYビル2階